# Liste der Baudenkmäler in Traunreut
Auf dieser Seite sind die Baudenkmäler in der oberbayerischen Stadt Traunreut zusammengestellt. Diese Tabelle ist eine Teilliste der Liste der Baudenkmäler in Bayern. Grundlage ist die Bayerische Denkmalliste, die auf Basis des Bayerischen Denkmalschutzgesetzes vom 1. Oktober 1973 erstmals erstellt wurde und seither durch das Bayerische Landesamt für Denkmalpflege geführt wird. Die folgenden Angaben ersetzen nicht die rechtsverbindliche Auskunft der Denkmalschutzbehörde.

## Baudenkmäler nach Ortsteilen

### Traunreut
| Lage                             | Objekt                                              | Beschreibung | Akten-Nr.     | Bild                                                |
| -------------------------------- | --------------------------------------------------- | --- | ------------- | --------------------------------------------------- |
| Carl-Köttgen-Straße 1 (Standort) | Evang.-Luth. Pauluskirche                           | Evang.-Luth. Pauluskirche, asymmetrischer Bau über trapezförmigem Grundriss, Gemeinderaum mit einseitig umlaufender Empore unter flach geneigtem, unterschiedlich weit herabgezogenem Satteldach, Altarzone durch Turmwand mit offenem Glockenstuhl und versetzt angeordnetem Flachsatteldach betont, von Helmut von Werz und Johann-Christoph Ottow, 1954; mit Ausstattung. | D-1-89-154-78 | weitere Bilder                                      |
| Rathausplatz 1 (Standort)        | Katholische Stadtpfarrkirche zum Heiligsten Erlöser | Katholische Stadtpfarrkirche zum Heiligsten Erlöser, Saalbau mit integriertem Altarraum und offenem Dachtragwerk, nordwestlich frei stehender Glockenturm, von Hans Döllgast, 1954/55, 1964/65 durch Seitenschiff nach Norden und Anbau nach Süden erweitert; mit Ausstattung.                                                                                               | D-1-89-154-1  | Katholische Stadtpfarrkirche zum Heiligsten Erlöser |

### Anning
| Lage                                | Objekt                                        | Beschreibung | Akten-Nr.    | Bild                   |
| ----------------------------------- | --------------------------------------------- | --- | ------------ | ---------------------- |
| Anning 21 (Standort)                | Bundwerkstadel (Nordflügel des Vierseithofes) | Bundwerkstadel (Nordflügel des Vierseithofes), mit reichen Zierformen, Mitte 19. Jahrhundert (1983/84 abgebaut und um vier Meter versetzt); Stallstadel (Ostflügel) mit Bundwerk, gegen Mitte 19. Jahrhundert; Getreidekasten, aus dem Bundwerkstadel stammend, nordöstlich davon frei aufgestellt. | D-1-89-154-4 | BW                     |
| Nähe Sankt Johannisallee (Standort) | Johann-Nepomuk-Kapelle                        | Johann-Nepomuk-Kapelle, offener Vierstützenbau von 1738; mit Ausstattung; Allee, vom Schloss Stein a. d. Traun in südöstlicher Richtung zur Kapelle führend. | D-1-89-154-2 | Johann-Nepomuk-Kapelle |

### Attenmoos
| Lage                   | Objekt     | Beschreibung                                                                       | Akten-Nr.    | Bild |
| ---------------------- | ---------- | ---------------------------------------------------------------------------------- | ------------ | ---- |
| Attenmoos 1 (Standort) | Wegkapelle | Wegkapelle, bezeichnet 1837, 1968 erneuert; mit Ausstattung; südöstlich des Ortes. | D-1-89-154-5 | BW   |

### Buchberg
| Lage                  | Objekt     | Beschreibung | Akten-Nr.    | Bild |
| --------------------- | ---------- | --- | ------------ | ---- |
| Buchberg 4 (Standort) | Bauernhaus | Bauernhaus, mit Blockbau-Obergeschoss, Giebelbundwerk und traufseitigem Bundwerk, an der Firstpfette bezeichnet 1783. | D-1-89-154-6 | BW   |

### Frühling
| Lage                                           | Objekt                                                   | Beschreibung | Akten-Nr.    | Bild |
| ---------------------------------------------- | -------------------------------------------------------- | --- | ------------ | ---- |
| Frühling 7; Frühling 9; In Frühling (Standort) | Privatkapelle                                            | Privatkapelle, Nischenkapelle, am Gitter bezeichnet 1815; mit Ausstattung; bei Haus Nummer 7.                                | D-1-89-154-7 | BW   |
| Frühling 15 (Standort)                         | Blockbau-Obergeschoss eines ehemaligen Kleinbauernhauses | Blockbau-Obergeschoss eines ehemaligen Kleinbauernhauses, bezeichnet 1709; 1994 auf neu gemauertes Erdgeschoss transferiert. | D-1-89-154-8 | BW   |

### Gigling
| Lage                 | Objekt                         | Beschreibung                                                                                         | Akten-Nr.    | Bild |
| -------------------- | ------------------------------ | --- | ------------ | ---- |
| Gigling 3 (Standort) | Zugehörig Gitterbundwerkstadel | Zugehörig Gitterbundwerkstadel, 2. Viertel 19. Jahrhundert; mit eingebautem, älterem Getreidekasten. | D-1-89-154-9 | BW   |

### Haßmoning
| Lage                    | Objekt  | Beschreibung                                             | Akten-Nr.     | Bild |
| ----------------------- | ------- | -------------------------------------------------------- | ------------- | ---- |
| Haßmoning 26 (Standort) | Kapelle | Kapelle, erbaut 1826; mit Ausstattung; in der Ortsmitte. | D-1-89-154-11 | BW   |

### Hölzl
| Lage                           | Objekt    | Beschreibung                                       | Akten-Nr.     | Bild |
| ------------------------------ | --------- | -------------------------------------------------- | ------------- | ---- |
| Robert-Bosch-Straße (Standort) | Bildstock | Bildstock, gemauert, mit Zeltdach, 18. Jahrhundert | D-1-89-154-14 | BW   |

### Hörzing
| Lage                      | Objekt        | Beschreibung                                                     | Akten-Nr.     | Bild |
| ------------------------- | ------------- | ---------------------------------------------------------------- | ------------- | ---- |
| Bruckau (Standort)        | Bildstock     | Bildstock, gemauert, mit Zeltdach, 18. Jahrhundert               | D-1-89-154-16 | BW   |
| Hörzing 5, 5 a (Standort) | Privatkapelle | Privatkapelle, Nischenkapelle, bezeichnet 1740; mit Ausstattung. | D-1-89-154-15 | BW   |
| In Hörzing (Standort)     | Weilerkapelle | Weilerkapelle, um 1844; mit Ausstattung; in der Ortsmitte.       | D-1-89-154-17 | BW   |

### Irsing
| Lage                | Objekt                                        | Beschreibung | Akten-Nr.     | Bild |
| ------------------- | --------------------------------------------- | --- | ------------- | ---- |
| Irsing 1 (Standort) | Katholische Filialkirche St. Johannes Baptist | Katholische Filialkirche St. Johannes Baptist, urspr. einschiffige spätgotische Kirche, 2. Hälfte 15. Jahrhundert, gegen 1600 zur dreischiffigen Anlage erweitert, Ende 19. Jahrhundert überformt; mit Ausstattung. | D-1-89-154-19 | BW   |

### Kirchstätt
| Lage                    | Objekt                           | Beschreibung                                                                          | Akten-Nr.     | Bild           |
| ----------------------- | -------------------------------- | ------------------------------------------------------------------------------------- | ------------- | -------------- |
| Kirchstätt 4 (Standort) | Katholische Kirche St. Magdalena | Katholische Kirche St. Magdalena, erbaut 1833/34 in barocken Formen; mit Ausstattung. | D-1-89-154-20 | weitere Bilder |

### Neudorf
| Lage                  | Objekt                               | Beschreibung                                                                                   | Akten-Nr.     | Bild |
| --------------------- | ------------------------------------ | ---------------------------------------------------------------------------------------------- | ------------- | ---- |
| In Neudorf (Standort) | Kapelle                              | Kapelle, wohl 2. Hälfte 19. Jahrhundert; mit Ausstattung; bei Haus Nummer 2.                   | D-1-89-154-23 | BW   |
| Neudorf 1 (Standort)  | Wohnteil des ehemaligen Bauernhauses | Wohnteil des ehemaligen Bauernhauses, zweigeschossig mit Kniestock, nach Mitte 19. Jahrhundert | D-1-89-154-22 | BW   |

### Neugaden
| Lage                   | Objekt                                                  | Beschreibung | Akten-Nr.     | Bild |
| ---------------------- | ------------------------------------------------------- | --- | ------------- | ---- |
| In Neugaden (Standort) | Ortskapelle                                             | Ortskapelle, erbaut 1853 (Gitter bezeichnet); mit älterer Ausstattung.                                               | D-1-89-154-26 | BW   |
| Neugaden 1 (Standort)  | Bundwerkstadel (Südflügel des ehemaligen Vierseithofes) | Bundwerkstadel (Südflügel des ehemaligen Vierseithofes), um 1830; „Hütte“ mit Bundwerk (Ostflügel), bezeichnet 1830. | D-1-89-154-24 | BW   |
| Neugaden 2 (Standort)  | Bauernhaus mit Hochlaube und Putzverzierungen           | Bauernhaus mit Hochlaube und Putzverzierungen, um 1830/50, Wirtschaftsteil erneuert.                                 | D-1-89-154-25 | BW   |

### Niedling
| Lage                   | Objekt                                                                   | Beschreibung | Akten-Nr.     | Bild |
| ---------------------- | ------------------------------------------------------------------------ | --- | ------------- | ---- |
| Niedling 12 (Standort) | Zugehörig großer Stadel mit Bundwerkzonen und flach geneigtem Satteldach | Zugehörig großer Stadel mit Bundwerkzonen und flach geneigtem Satteldach, auf Tafel über hofseitigem Tennentor bezeichnet 1857. | D-1-89-154-27 | BW   |

### Nunhausen
| Lage                    | Objekt                                                                                       | Beschreibung                                                                                              | Akten-Nr.     | Bild |
| ----------------------- | -------------------------------------------------------------------------------------------- | --- | ------------- | ---- |
| Nunhausen 22 (Standort) | Zugehörig frei stehender zweigeschossiger Getreidekasten mit Halbwalmdach und Bundwerkteilen | Zugehörig frei stehender zweigeschossiger Getreidekasten mit Halbwalmdach und Bundwerkteilen, um 1830/40. | D-1-89-154-79 | BW   |
| Nunhausen 26 (Standort) | Privatkapelle                                                                                | Privatkapelle, erbaut um 1840/45; mit Ausstattung; an der Bundesstraße.                                   | D-1-89-154-29 | BW   |

### Parzing
| Lage                    | Objekt                  | Beschreibung                                                        | Akten-Nr.     | Bild |
| ----------------------- | ----------------------- | ------------------------------------------------------------------- | ------------- | ---- |
| Oderbergfeld (Standort) | Zugehörig Privatkapelle | Zugehörig Privatkapelle, um Mitte 19. Jahrhundert; mit Ausstattung. | D-1-89-154-31 | BW   |

### Pertenstein
| Lage                         | Objekt              | Beschreibung | Akten-Nr.     | Bild           |
| ---------------------------- | ------------------- | --- | ------------- | -------------- |
| Schloßstraße 4, 6 (Standort) | Schloss Pertenstein | Schloss Pertenstein, um 1290 Anlage der Burg durch Engelbert von Taching, Ende 14. Jahrhundert an die späteren Grafen von Törring vererbt; unregelmäßiger Dreiflügelbau, Nordtrakt im Kern gotisch, um 1600 Erneuerung von Westflügel mit Torhaus, Kapelle und Turmobergeschoss, zugleich Einbau hofseitiger Arkaden, 1745–63 Erhöhung des Nordflügels und Innenausbau. Zugehörig ehemalige Gutsanlage nördlich des Schlosses: Dreiseitig umbauter Wirtschaftshof mit Verwaltergebäude und zwei parallelen Längstrakten, letztere mit zwei- bzw. dreischiffigen Stallgewölben, auf älterer Grundlage um Mitte 18. Jahrhundert (Ostflügel) und 1830 (Westflügel) ausgebaut sowie nach Bränden 1953 und 2002 erneuert; nördlich vorgelagert Försterhaus mit Einrichtung für Fischerei, 1830 erbaut, äußere Erscheinung 2. Hälfte 19. Jahrhundert; quer stehend viertoriges Remisengebäude (sogenannter Zehentstadel), nach Mitte 19. Jahrhundert | D-1-89-154-32 | weitere Bilder |
| Schloßstraße 21 (Standort)   | „Walzmühle“         | „Walzmühle“, stattliches Wohnhaus und nördlich hakenförmig angebauter Wirtschaftsteil, mit gegliederten Putzfassaden, bezeichnet 1892; frei stehendes Mühlgebäude, im gleichen Stil, bezeichnet 1897. | D-1-89-154-33 | weitere Bilder |

### Pierling
| Lage                   | Objekt                                                 | Beschreibung                                                                  | Akten-Nr.     | Bild |
| ---------------------- | ------------------------------------------------------ | ----------------------------------------------------------------------------- | ------------- | ---- |
| Pierling 27 (Standort) | Stadel mit Traufbundwerk (Südflügel des Dreiseithofes) | Stadel mit Traufbundwerk (Südflügel des Dreiseithofes), Mitte 19. Jahrhundert | D-1-89-154-34 | BW   |

### Reit
| Lage              | Objekt                         | Beschreibung | Akten-Nr.     | Bild |
| ----------------- | ------------------------------ | --- | ------------- | ---- |
| Reit 1 (Standort) | Zugehörig Gitterbundwerkstadel | Zugehörig Gitterbundwerkstadel, zweiteilig mit jeweils einer Tenne, östlicher Teil an der Firstpfette bezeichnet 1844, im westlichen Teil Getreidekasten, bezeichnet 1775. | D-1-89-154-35 | BW   |

### Sankt Georgen
| Lage                        | Objekt                                          | Beschreibung | Akten-Nr.     | Bild           |
| --------------------------- | ----------------------------------------------- | --- | ------------- | -------------- |
| Austraße 22 (Standort)      | Ehemaliges Kleinbauernhaus                      | verputzter Massivbau, Obergeschoss des Wirtschaftsteils verbrettert, erbaut 1871.                                                       | D-1-89-154-77 | BW             |
| Bachwiesen (Standort)       | Bildstock                                       | Rotmarmorschaft mit Laterne, 1. Hälfte 17. Jahrhundert                                                                                  | D-1-89-154-40 | BW             |
| Bräubergstraße 1 (Standort) | Bundwerkstadel (Südflügel des Vierseithofes)    | mit reichen Zierformen, an der Firstpfette bezeichnet 1837; „Hütte“ (Ostflügel) mit Bundwerk, Mitte 19. Jahrhundert                     | D-1-89-154-37 | BW             |
| Bräubergstraße 5 (Standort) | Ehemaliges Bauernhaus mit Blockbau-Obergeschoss | im Kern 18. Jahrhundert, erneuert. | D-1-89-154-38 | BW             |
| Kirchplatz 1 (Standort)     | Katholische Pfarrkirche St. Georg               | spätgotisch, Chor 2. Hälfte 15. Jahrhundert, Kirche nach Brand ab 1504 fertiggestellt, Sakristeianbau 17. Jahrhundert; mit Ausstattung. | D-1-89-154-36 | weitere Bilder |
| Schulstraße 3 (Standort)    | Pfarrhaus                                       | zweigeschossiger Bau mit Querflügel, Halbwalmdächern und Putzgliederung, im barockisierenden Heimatstil, 1908.                          | D-1-89-154-39 | BW             |

### Schneckenberg
| Lage                       | Objekt     | Beschreibung                                                                 | Akten-Nr.     | Bild |
| -------------------------- | ---------- | ---------------------------------------------------------------------------- | ------------- | ---- |
| Mitterau (Standort)        | Bildstock  | Bildstock, Rotmarmor, 17. Jahrhundert; westlich unterhalb von Schneckenberg. | D-1-89-154-43 | BW   |
| Poschmühle 2 (Standort)    | Wegkapelle | Wegkapelle, wohl noch 18. Jahrhundert; westlich unterhalb von Schneckenberg. | D-1-89-154-41 | BW   |
| Schneckenberg 1 (Standort) | Bildstock  | Bildstock, Rotmarmor, 1. Hälfte 17. Jahrhundert; beim Hof.                   | D-1-89-154-42 | BW   |

### Stein an der Traun
| Lage                                  | Objekt                                                              | Beschreibung | Akten-Nr.     | Bild                    |
| ------------------------------------- | ------------------------------------------------------------------- | --- | ------------- | ----------------------- |
| Fischergasse 2 (Standort)             | Massivbau mit altertümlicher Giebelgliederung und Portalarchitektur | Massivbau mit altertümlicher Giebelgliederung und Portalarchitektur, wohl 2. Hälfte 17. Jahrhundert, 1998 neues, erhöhtes Dach aufgesetzt. | D-1-89-154-44 | BW                      |
| Fischergasse 6 (Standort)             | Ehemaliges Kleinbauernhaus                                          | Ehemaliges Kleinbauernhaus, teilverputzter Blockbau mit Flachsatteldach, an Firstpfette des Nordgiebels bezeichnet 1779, Wirtschaftsteil wohl 1867 erweitert, Umbauten in den 1960er Jahren und 1998/99. | D-1-89-154-45 | BW                      |
| Hauptstraße 1 (Standort)              | Mühle                                                               | Mühle, stattlicher dreigeschossiger Bau mit Halbwalm, 1928; geschnitzte Haustür mit Rahmung, bezeichnet 1851. | D-1-89-154-46 | BW                      |
| Hauptstraße 5 (Standort)              | Gasthof zur Post                                                    | Gasthof zur Post, stattlicher, dreigeschossiger Renaissancebau mit zwei oktogonalen Ecktürmen, 2. Hälfte 16. Jahrhundert | D-1-89-154-47 | BW                      |
| Nähe Oberhaus; Schloßhof 7 (Standort) | Hochschloss (Obere Burg)                                            | Hochschloss (Obere Burg), dreigeschossiger Palas mit halbrundem Turm, im Kern 12./13. Jahrhundert, sonst 15./16. Jahrhundert, renoviert 1708 und 1716, Erdgeschoss gewölbt; mittelalterlicher Erdwall und Graben der früheren Befestigung; ehemalige Parkanlage des 18. Jahrhunderts | D-1-89-154-51 | weitere Bilder          |
| Nähe Schloßhof (Standort)             | Eremitage                                                           | Eremitage, bestehend aus fünf Nischen, die in halber Höhe der Nagelfluhwand eingegraben sind, seit dem späten 17. Jahrhundert überliefert und noch bis 1934 von einem Klausner bewohnt; mit Ausstattung; etwa 100 m nordwestlich der Höhlenburg. | D-1-89-154-52 | Eremitage               |
| Pallinger Straße 4 (Standort)         | Blockbau-Obergeschoss eines ehemaligen Bauernhauses                 | Blockbau-Obergeschoss eines ehemaligen Bauernhauses, bezeichnet 1796, mit zwei Giebellauben; 1973 auf neu gemauertes Erdgeschoss transferiert. | D-1-89-154-48 | BW                      |
| Schloßhof 1 (Standort)                | Felsen- oder Höhlenburg                                             | Felsen- oder Höhlenburg, an und in die Nagelfluhwand hinter dem Neuen Schloss eingegrabenes System von Räumen und Gängen, zum Teil nach außen hin überbaut und überdacht, 15./16. Jahrhundert; Sonnenuhr mit Wappen Törring-Seefeld und Fugger von Kirchberg-Weißenhorn, bezeichnet 1565, renoviert 1705 und 1956; ein Gang verbindet das Untere Schloss mit der Oberen Burg. | D-1-89-154-50 | Felsen- oder Höhlenburg |
| Schloßhof 1; Schloßhof 7 (Standort)   | Burg und Schloss Stein                                              | Burg und Schloss Stein; Unteres oder Neues Schloss, jetzt Landschulheim, zweigeschossiger Renaissancebau mit Vorhalle und Zinnenturm, im Kern Mitte 16. Jahrhundert, Torbogen bezeichnet 1565; Westfassade 1885/86 und 1901 in englisch-neugotischem Stil; mit Ausstattung. - Innerer Schlosshof in Form eines unregelmäßigen Vierecks, mit Brunnen. - Schlosskapelle, im Kern spätgotisch, um 1420/30, Wiederherstellung nach Brand 1504 mit Weihe 1522, Chor um 1600, Gewölbe 1780/81 erneuert, darüber Herrschaftsoratorium; mit Ausstattung. - Wehrturm (Leichen- oder Blutturm genannt), 15. Jahrhundert | D-1-89-154-49 | weitere Bilder          |
| Schloßhof 2 (Standort)                | Schlossgarten                                                       | Schlossgarten, auf barocke Anlage zurückgehend, mit sechs Götterstatuen von Josef Benedikt Kapfer, nach 1790, und einer Brunnenfigur; südlich der Brauerei. | D-1-89-154-80 | BW                      |
| Schloßhof 2; Schloßhof 7 (Standort)   | Brauerei mit Verwaltergebäude                                       | Brauerei mit Verwaltergebäude, Dreiflügelanlage nach Entwurf von Theodor Ganzenmüller; südlich hoher Bau für Mälzerei und Brauerei, mit Treppengiebel, westlich Torbau, beide 1907–09; nördlich Abfüllhallen und Werksräume mit Verwaltergebäude als östlichem Abschluss, 1922; Kelleranlage im Nagelfluhfelsen des Burgberges, mehrteilig mit tonnengewölbten Kellerräumen. | D-1-89-154-82 | weitere Bilder          |
| Schloßhof 4 (Standort)                | Ehemaliges Verwaltergebäude                                         | Ehemaliges Verwaltergebäude, Putzbau mit Flachsatteldach, Geschossgliederung und Risaliten, 2. Hälfte 19. Jahrhundert | D-1-89-154-53 | BW                      |
| Schloßhof 5; Schloßhof 3 (Standort)   | Ökonomiegebäude des 16.−19. Jahrhunderts                            | Ökonomiegebäude des 16.−19. Jahrhunderts; nach Norden geöffnete Dreiflügelanlage, heute Schulnutzung; Südflügel mit Tordurchfahrt, am Nordgiebel des Ostflügels Wappen; nördlicher Abschlussbau des westlichen Flügels mit Glockenturm, im Kern 16. Jahrhundert | D-1-89-154-81 | BW                      |

### Traunwalchen
| Lage                                                                 | Objekt                               | Beschreibung | Akten-Nr.     | Bild                               |
| -------------------------------------------------------------------- | ------------------------------------ | --- | ------------- | ---------------------------------- |
| Frauenbrunnstraße 3 (Standort)                                       | Frauenbrunn-Kapelle                  | Frauenbrunn-Kapelle, achteckiger Holzbau mit Zwiebelkuppel, angelegt 1606, barockisiert Mitte 18. Jahrhundert; mit Ausstattung. | D-1-89-154-56 | weitere Bilder                     |
| Frauenbrunnstraße 5 (Standort)                                       | Kleinhaus                            | Kleinhaus, ehemalige Schule und Lehrer-Wohnung, später Handwerkerhaus, an der Kapelle, mit verputztem Blockbau-Obergeschoss und Laube, bezeichnet 1770. | D-1-89-154-58 | Kleinhaus                          |
| Nähe Kreisstraße (Standort)                                          | Zugehörig Stadel mit Bundwerkfront   | Zugehörig Stadel mit Bundwerkfront, an der Firstpfette bezeichnet 1847. | D-1-89-154-59 | Zugehörig Stadel mit Bundwerkfront |
| Nähe Robert-Bosch-Straße (Standort)                                  | Kapellenneubau                       | Kapellenneubau, um 1955, mit großer Schnitzfigur des hl. Johann Nepomuk, 18. Jahrhundert | D-1-89-154-63 | BW                                 |
| Pfarrhofstraße 1 (Standort)                                          | Katholische Pfarrkirche Mariä Geburt | Katholische Pfarrkirche Mariä Geburt, Chor und Turmuntergeschoss spätgotisch, 15. Jahrhundert, Turmobergeschoss barock, alle übrigen Bauteile von 1837–39; mit Ausstattung. | D-1-89-154-54 | weitere Bilder                     |
| Pfarrhofstraße 1; Pfarrhofstraße 3; Nähe Raiffeisenstraße (Standort) | Friedhof bei der Pfarrkirche         | Friedhof bei der Pfarrkirche, angelegt 1854 ff. und erweitert 1882/83; Einfriedungsmauer mit vorgelegter Gruftarkadenhalle an der Süd- und den Südteilen der West- und Ostseite sowie Kreuzkapelle, 1853/54, mit Grabstein Harner 1502/1515, Priestergedächtnisstätte und Grabdenkmälern des späten 19. bis frühen 20. Jahrhunderts, Einfriedungsmauer der Nordseite und des Nordteils der West- und Ostseite, mit Thujen-Bepflanzung, 1882/83 (Friedhofserweiterung), einschließlich der Grabdenkmäler des 19./20. Jahrhunderts; Rotmarmortreppe an der Nordseite und Granittreppen an der West- und Ostseite, letztere flankiert von vier Pestsäulen, 16./17. Jahrhundert; Kriegergedächtnisstätte am Ostschluss des Chors; Leichenhaus, Anfang 20. Jahrhundert; Sühnekreuz (Kreuzstein), mittelalterlich, an der Nordostecke des Friedhofes. | D-1-89-154-55 | BW                                 |
| Pfarrhofstraße 2 (Standort)                                          | Pfarrhaus                            | Pfarrhaus, zweigeschossig mit Walm-Scharschindeldach, 1808/11. | D-1-89-154-60 | BW                                 |
| Raiffeisenstraße 8 (Standort)                                        | Ehemaliges Bauernhaus                | Ehemaliges Bauernhaus, massiv mit flach geneigtem Satteldach, Hochlaube und profilierten Pfettenköpfen, an der Firstpfette bezeichnet 1794. | D-1-89-154-61 | BW                                 |
| Schönfeldstraße 1 (Standort)                                         | Wegkapelle                           | Wegkapelle, 1984 neu errichtet; mit Ausstattung des Vorgängerbaus von 1880; an der Kreisstraße TS 48, am südöstlichen Ortsrand. | D-1-89-154-57 | Wegkapelle                         |
| Schulstraße 2 (Standort)                                             | Gasthof                              | Gasthof, stattlicher zweigeschossiger Walmdachbau, 1. Drittel 19. Jahrhundert | D-1-89-154-64 | BW                                 |

### Walding
| Lage                    | Objekt         | Beschreibung | Akten-Nr.     | Bild |
| ----------------------- | -------------- | --- | ------------- | ---- |
| Nähe Walding (Standort) | Privatkapelle  | Privatkapelle, nach 1918; mit Ausstattung; etwa 200 m nördlich, an der Abzweigung des Weges; Steinkreuz, wohl 16. Jahrhundert, neben der Kapelle. | D-1-89-154-68 | BW   |
| Walding 10 (Standort)   | Bundwerkstadel | Bundwerkstadel (Nordflügel des Dreiseithofes), bezeichnet 1863.                                                                                   | D-1-89-154-67 | BW   |

### Weisbrunn
| Lage                                | Objekt                                           | Beschreibung | Akten-Nr.     | Bild |
| ----------------------------------- | ------------------------------------------------ | --- | ------------- | ---- |
| Weisbrunn 3 (Standort)              | Dorfschmiede                                     | Dorfschmiede, Massivbau mit Schopfwalm, an Stuckdecke im Erdgeschoss bezeichnet 1853.                                                                         | D-1-89-154-69 | BW   |
| Weisbrunn 3; Weisbrunn 4 (Standort) | Bauernhaus mit Flachsatteldach und Hochlaube     | Bauernhaus mit Flachsatteldach und Hochlaube, 1. Drittel 19. Jahrhundert; zugehörig kleiner Bundwerkstadel und Hütte mit Bundwerk, wohl Mitte 19. Jahrhundert | D-1-89-154-70 | BW   |
| Weisbrunn 8 (Standort)              | Stattliches Bauernhaus mit Blockbau-Obergeschoss | Stattliches Bauernhaus mit Blockbau-Obergeschoss, im Kern 18. Jahrhundert, um 1953 Obergeschoss erhöht und Dach angehoben.                                    | D-1-89-154-71 | BW   |
| Weisbrunn 11 (Standort)             | Getreidekasten                                   | Zugehörig Getreidekasten im Obergeschoss des Westflügels und kleiner Bundwerkstadel an der östlichen Seite des Vierseithofes, beide 1. Hälfte 19. Jahrhundert | D-1-89-154-72 | BW   |

### Weisham
| Lage                    | Objekt  | Beschreibung                                                                             | Akten-Nr.     | Bild |
| ----------------------- | ------- | ---------------------------------------------------------------------------------------- | ------------- | ---- |
| Nähe Weisham (Standort) | Kapelle | Kapelle, mit überstehendem Schopfwalmdach, wohl Ende 18. Jahrhundert; südlich des Ortes. | D-1-89-154-73 | BW   |

### Zweckham
| Lage                              | Objekt        | Beschreibung                                                        | Akten-Nr.     | Bild          |
| --------------------------------- | ------------- | ------------------------------------------------------------------- | ------------- | ------------- |
| In Zweckham (Standort)            | Privatkapelle | Privatkapelle, in neugotischen Formen erbaut 1908; mit Ausstattung. | D-1-89-154-75 | Privatkapelle |
| Zweckham 7; Zweckham 9 (Standort) | Steinkreuz    | Steinkreuz, wohl 16. Jahrhundert; an der Durchgangsstraße.          | D-1-89-154-76 | BW            |

## Ehemalige Baudenkmäler
In diesem Abschnitt sind Objekte aufgeführt, die früher einmal in der Denkmalliste eingetragen waren, jetzt aber nicht mehr. Objekte, die in anderem Zusammenhang also z. B. als Teil eines Baudenkmals weiter eingetragen sind, sollen hier nicht aufgeführt werden. Aktennummern in diesem Abschnitt sind ehemalige, jetzt nicht mehr gültige Aktennummern.

| Lage                              | Objekt                                                 | Beschreibung | Akten-Nr.     | Bild |
| --------------------------------- | ------------------------------------------------------ | --- | ------------- | ---- |
| Grasreit Grasreit 1 (Standort)    | Bauernhaus eines Hakenhofes                            | Bauernhaus eines Hakenhofes, verputzt, Kniestock mit Lünettenfenstern, äußere Erscheinung Mitte 19. Jahrhundert, im Kern 18. Jahrhundert | D-1-89-154-10 | BW   |
| Nunhausen Nunhausen 26 (Standort) | Zugehörig zweitenniger Bundwerkstadel                  | Zugehörig zweitenniger Bundwerkstadel, Mitte 19. Jahrhundert                                                                             | D-1-89-154-28 | BW   |
| Zweckham Zweckham 9 (Standort)    | Ehemaliges Nebengebäude mit Backofen und Getreideboden | zweigeschossig mit überstehendem Schopfwalmdach, bezeichnet 1845.                                                                        | D-1-89-154-74 | BW   |